# بيكي (قماش)
البيكيّ يشير إلى أسلوب النسج الذي يستخدم عادةً مع خيوط القطن، والذي يتميز بحبال متوازية مرتفعة أو تصميمات هندسية في القماش.